# Палаццуоло-суль-Сенио
Палаццуоло-суль-Сенио (итал. Palazzuolo sul Senio) — коммуна в Италии, располагается в регионе Тоскана, в провинции Флоренция.
Население составляет 1127 человека (01.01.2020), плотность населения составляет 10,33 чел./км². Занимает площадь 109 км². Почтовый индекс — 50035. Телефонный код — 055.
Покровителем коммуны почитается святой Стефан, празднование 26 декабря.

## Демография
Динамика населения:

## Администрация коммуны
- Официальный сайт: http://www.palazzuolo.it/